# Decatur (Teksas)
Decatur je grad u američkoj saveznoj državi Teksas. Prema popisu stanovništva iz 2010. u njemu je živjelo 6.042 stanovnika.